# Attilio Sigona
Attilio Sigona (Pozzallo, 1º agosto 1945) è un politico italiano.

## Biografia
Nato nel 1945 a Pozzallo, in provincia di Ragusa, nel 1967 si è laureato in lettere e filosofia presso l'Università Cattolica di Milano, esercitando in seguito la professione di insegnante. È stato dirigente scolastico presso l'Istituto Istruzione Superiore "Giorgio La Pira" di Pozzallo e presso l'Istituto Superiore "Gaetano Curcio" di Ispica.
A lungo consigliere comunale del suo paese natale per la Democrazia Cristiana, è stato, in seguito, tra i fondatori di Forza Italia nella provincia di Ragusa. Alle elezioni politiche del 1994 è stato candidato nel collegio uninominale di Modica, risultando eletto alla carica di deputato con il 32% delle preferenze. Ha fatto parte della VI Commissione Finanze. Non è stato ricandidato alle successive elezioni politiche del 1996.
Nel maggio 2007 viene nominato vice-sindaco di Pozzallo dal sindaco Giuseppe Sulsenti, alla guida di una coalizione civica guidata dal Movimento per l'Autonomia, restando in carica fino alla scadenza naturale della sindacatura, nel maggio 2012.
Il 23 aprile 2024 viene eletto presidente del Collegio dei Revisori dei Conti dell'Associazione Ex Parlamentari della Repubblica.